# Суперстрат
Суперстрáт (лат. superstratum — верхній шар, настелене, покладене зверху) — залишкові сліди мови нового населення в мові місцевого населення. Наприклад: мова тюркського племені протоболгар — суперстрат болгарської (слов'янської мови). Термін запровадив В. Вартбург.
Вплив суперстату відчувається переважно в лексиці — запозичення і кальки, та у синтаксисі — в складних пропозиціях та інших конструкціях, характерних для письмової мови.